# 条纹花蟹蛛
条纹花蟹蛛（学名：Xysticus striatipes）为蟹蛛科花蟹蛛属的动物。分布于欧洲以及中国的甘肃、吉林、黑龙江、内蒙古、山东、山西、河南、新疆、宁夏、湖北、四川等地，主要栖息于灌木丛、草丛以及农田。该物种的模式产地在欧洲。